# 英國電影提名奧斯卡最佳國際影片獎競賽列表
英國自1991年起就不定期呈交電影至奧斯卡最佳國際影片獎。  該獎項由美國電影藝術與科學學院每年頒發給美國以外最佳非英語電影長片。 英國擁有世界上最活躍的電影產業之一，自1930年代以來，英國演員和幕後劇組成員就一直在奧斯卡提名中脫穎而出。但大多數的英國電影都是完全使用英語製作，因此它們並不符合報名最佳國際影片的資格。
截至2024年，英國已呈交了21部電影參與競賽，當中有2部電影獲得提名，1部电影最终获奖。這些電影中大部分是由威爾斯或威爾斯出身的導演製作，且部分或全部是用威爾斯語拍攝的。
英國電影和電視藝術學院 (BAFTA)每年選出參加奧斯卡最佳國際影片獎的電影。

## 遞交作品
英國向奧斯卡獎遞交的電影如下，按年份及屆次排列：
| 年份 (屆數)   | 中文片名                 | 原文片名                       | 主要語言                                         | 導演              | 結果   |
| ------------- | ------------------------ | ------------------------------ | ------------------------------------------------ | ----------------- | ------ |
| 1991 (第64屆) | 《》                     | Lost in Siberia                | 俄語、英語                                       | 亞歷山大·米塔     | 未入圍 |
| 1993 (第66屆) | 《海德·文》              | Hedd Wyn                       | 威爾斯語                                         | 保羅·特納         | 提名   |
| 1995 (第68屆) | 《布蘭雯》               | Branwen                        | 威爾斯語、愛爾蘭語、英語                         |      | 未入圍 |
| 1998 (第71屆) | 《變色龍》               | Cameleon                       | 威爾斯語                                         |      | 未入圍 |
| 1999 (第72屆) | 《》                     | Solomon & Gaenor               | 威爾斯語、英語                                   | 保羅・莫利森      | 提名   |
| 2001 (第74屆) | 《不要溫和地走》（暫譯） | Do Not Go Gentle               | 威爾斯語、英語                                   | Emlyn Williams    | 未入圍 |
| 2002 (第75屆) | 《埃爾德拉》（暫譯）     | Eldra                          | 威爾斯語、英語                                   | Timothy Lyn       | 未入圍 |
| 2008 (第81屆) | 《希望永恒》（暫譯）     | Hope Eternal                   | 本巴語、威爾斯語、英語、法語、南非語、史瓦希利語 | 卡爾·法蘭西斯     | 未入圍 |
| 2009 (第82屆) | 《》                     | Afghan Star                    | 達利語、普什圖語、英語                           | 哈瓦納·馬金       | 未入圍 |
| 2011 (第84屆) | 《巴塔哥尼亞》           | Patagonia                      | 威爾斯語、西班牙語                               | 馬克·伊凡斯       | 未入圍 |
| 2013 (第86屆) | 《》                     | Metro Manila                   | 菲律賓語                                         | 西恩·艾利斯       | 未入圍 |
| 2014 (第87屆) | 《小幸福》               | Little Happiness               | 土耳其語                                         | Nihat Seven       | 未入圍 |
| 2015 (第88屆) | 《牛奶樹下》             | Under Milk Wood                | 威爾斯語                                         | 凱文・艾倫        | 未入圍 |
| 2016 (第89屆) | 《闇影之下》             | Under the Shadow               | 波斯語                                           | 巴巴克·安瓦利     | 未入圍 |
| 2017 (第90屆) | 《我的純潔土地》         | My Pure Land                   | 烏爾都語                                         | 薩馬德·馬蘇德     | 未入圍 |
| 2018 (第91屆) | 《》                     | I Am Not a Witch               | 英語、本巴語                                     | 朗嘉諾·尼歐尼     | 未入圍 |
| 2019 (第92屆) | 《馭風男孩》             | The Boy Who Harnessed the Wind | 英語、齊切瓦語                                   | 切瓦特·埃加福特   | 未入圍 |
| 2021 (第94屆) | 《渴求離婚》             | Dying to Divorce               | 英語、土耳其語                                   | Chloe Fairweather | 未入圍 |
| 2022 (第95屆) | 《冠军》                 | برنده ها                       | 波斯语                                           | 哈桑·纳泽尔       | 未入圍 |
| 2023 (第96屆) | 《利益区域》             | The Zone of Interest           | 德语                                             | 乔纳斯·格拉泽     | 獲獎   |
| 2024 (第97屆) | 《桑托什》               | Santosh                        | 印地语                                           | 桑德亚·萨里       | 待定   |

## 爭議
- 2002年，英國電影和電視藝術學院（BAFTA）原本提名印地語電影《戰神歸來（英语：The Warrior (2001 British film)）》作為該年度的最佳外語片代表，但卻因沒有以英國本土語言拍攝，且故事與英國無關而遭美國電影藝術與科學學院取消資格。[14] 這項規則於2005年獲得修改，第一部適用新規則的電影是加拿大的印地語電影《水（英语：Water (2005 film)）》。
- 2007年，BAFTA邀請英國電影製作人提交電影以供該組織推派該年度的最佳外語片代表。兩部電影響應報名，其中一部是以威爾士語拍攝的《Calon Gaeth》，而另一部是以蘇格蘭蓋爾語拍攝的《Seachd: The Inaccessible Pinnacle》。但因為未知的理由，BAFTA拒絕推派任何一部電影。隨之而來的爭議引起了國際媒體的爭相報導，電影製片克里斯托福·楊因此宣布放棄BAFTA的會員資格。蘇格蘭議會也針對此事提出要求[15]，希望BAFTA重新考慮這項決定。最終，BAFTA仍未提出任何作品參賽。

## 註記
1. ↑  該獎項原名為「奧斯卡最佳外語片獎」，但學院認為「外語」該詞已過時，所以於2019年4月更名為「最佳國際影片獎」。[1][2]

## 外部連結
- 官方奧斯卡獎資料庫
- 電影名單資料庫
- IMDB上奧斯卡 （页面存档备份，存于）的資料